# Le Mans 24-timmars 2023
Le Mans 24-timmars 2023 var den 91:a upplagan av det klassiska långdistansloppet för sportvagnar och markerade även tävlingens 100-årsjubileum. Tävlingen kördes under 10 - 11 juni 2023 och vanns av James Calado, Antonio Giovinazzi och Alessandro Pier Guidi i en Ferrari, vilket var tillverkarens första vinst sedan 1965.

## Resultat
Fet stil markerar vinnare i respektive klass.
| Plats                | Klass         | Team                      | Förare                                                      | Bil                      | Varv |
| -------------------- | ------------- | ------------------------- | ----------------------------------------------------------- | ------------------------ | ---- |
| 1                    | Hypercar      | Ferrari – AF Corse        | James Calado Antonio Giovinazzi Alessandro Pier Guidi       | Ferrari 499P             | 342  |
| 2                    | Hypercar      | Toyota Gazoo Racing       | Sébastien Buemi Brendon Hartley Ryō Hirakawa                | Toyota GR010 Hybrid      | 342  |
| 3                    | Hypercar      | Cadillac Racing           | Earl Bamber Alex Lynn Richard Westbrook                     | Cadillac V-LMDh          | 341  |
| 4                    | Hypercar      | Cadillac Racing           | Sébastien Bourdais Scott Dixon Renger van der Zande         | Cadillac V-LMDh          | 340  |
| 5                    | Hypercar      | Ferrari – AF Corse        | Antonio Fuoco Miguel Molina Nicklas Nielsen                 | Ferrari 499P             | 337  |
| 6                    | Hypercar      | Glickenhaus Racing        | Ryan Briscoe Romain Dumas Olivier Pla                       | Glickenhaus 007 LMH      | 335  |
| 7                    | Hypercar      | Glickenhaus Racing        | Nathanaël Berthon Esteban Gutiérrez Franck Mailleux         | Glickenhaus 007 LMH      | 333  |
| 8                    | Hypercar      | Peugeot TotalEnergies     | Paul di Resta Mikkel Jensen Jean-Éric Vergne                | Peugeot 9X8              | 330  |
| 9                    | LMP2          | Inter Europol Competition | Albert Costa Fabio Scherer Jakub Śmiechowski                | Oreca 07                 | 328  |
| 10                   | LMP2          | Team WRT                  | Rui Andrade Louis Delétraz Robert Kubica                    | Oreca 07                 | 328  |
| 11                   | LMP2          | Duqueine Team             | René Binder Neel Jani Nico Pino                             | Oreca 07                 | 327  |
| 12                   | LMP2          | Alpine Elf Team           | Julien Canal Charles Milesi Matthieu Vaxivière              | Oreca 07                 | 327  |
| 13                   | LMP2          | Team WRT                  | Robin Frijns Sean Gelael Ferdinand von Habsburg             | Oreca 07                 | 327  |
| 14                   | LMP2          | IDEC Sport                | Paul-Loup Chatin Laurents Hörr Paul Lafargue                | Oreca 07                 | 327  |
| 15                   | LMP2          | Vector Sport              | Gabriel Aubry Ryan Cullen Matthias Kaiser                   | Oreca 07                 | 325  |
| 16                   | Hypercar      | Porsche Penske Motorsport | Dane Cameron Michael Christensen Frédéric Makowiecki        | Porsche 963              | 325  |
| 17                   | Hypercar      | Action Express Racing     | Jack Aitken Pipo Derani Alexander Sims                      | Cadillac V-LMDh          | 324  |
| 18                   | LMP2          | United Autosports         | Tom Blomqvist Oliver Jarvis Josh Pierson                    | Oreca 07                 | 323  |
| 19                   | LMP2          | Alpine Elf Team           | Olli Caldwell André Negrão Memo Rojas                       | Oreca 07                 | 322  |
| 20                   | LMP2 (Pro-Am) | Algarve Pro Racing        | James Allen Colin Braun George Kurtz                        | Oreca 07                 | 322  |
| 21                   | LMP2          | United Autosports         | Filipe Albuquerque Philip Hanson Frederick Lubin            | Oreca 07                 | 321  |
| 22                   | Hypercar      | Porsche Penske Motorsport | Kévin Estre André Lotterer Laurens Vanthoor                 | Porsche 963              | 320  |
| 23                   | LMP2 (Pro-Am) | COOL Racing               | Alexandre Coigny Malthe Jakobsen Nicolas Lapierre           | Oreca 07                 | 317  |
| 24                   | LMP2          | Jota                      | Pietro Fittipaldi David Heinemeier Hansson Oliver Rasmussen | Oreca 07                 | 316  |
| 25                   | LMP2          | Panis Racing              | Tijmen van der Helm Manuel Maldonado Job van Uitert         | Oreca 07                 | 316  |
| 26                   | LMGTE Am      | Corvette Racing           | Nicky Catsburg Ben Keating Nicolás Varrone                  | Chevrolet Corvette C8.R  | 313  |
| 27                   | Hypercar      | Peugeot TotalEnergies     | Loïc Duval Gustavo Menezes Nico Müller                      | Peugeot 9X8              | 312  |
| 28                   | LMGTE Am      | ORT by TF                 | Ahmad Al Harthy Michael Dinan Charlie Eastwood              | Aston Martin Vantage AMR | 312  |
| 29                   | LMGTE Am      | GR Racing                 | Ben Barker Riccardo Pera Michael Wainwright                 | Porsche 911 RSR-19       | 312  |
| 30                   | LMGTE Am      | Iron Dames                | Sarah Bovy Rahel Frey Michelle Gatting                      | Porsche 911 RSR-19       | 312  |
| 31                   | LMGTE Am      | AF Corse                  | Francesco Castellacci Thomas Flohr Davide Rigon             | Ferrari 488 GTE Evo      | 312  |
| 32                   | LMP2 (Pro-Am) | DKR Engineering           | Maxime Martin Tom van Rompuy Ugo de Wilde                   | Oreca 07                 | 311  |
| 33                   | LMGTE Am      | Northwest AMR             | Ian James Daniel Mancinelli Alex Riberas                    | Aston Martin Vantage AMR | 310  |
| 34                   | LMP2          | Prema Racing              | Juan Manuel Correa Filip Ugran Bent Viscaal                 | Oreca 07                 | 310  |
| 35                   | LMGTE Am      | Project 1 - AO            | Matteo Cairoli P. J. Hyett Gunnar Jeannette                 | Porsche 911 RSR-19       | 309  |
| 36                   | LMGTE Am      | Walkenhorst Motorsport    | Andrew Haryanto Chandler Hull Jeff Segal                    | Ferrari 488 GTE Evo      | 307  |
| 37                   | LMP2 (Pro-Am) | Graff Racing              | Giedo van der Garde Roberto Lacorte Patrick Pilet           | Oreca 07                 | 303  |
| 38                   | LMGTE Am      | Kessel Racing             | Kei Cozzolino Yorikatsu Tsujiko Naoki Yokomizo              | Ferrari 488 GTE Evo      | 303  |
| 39                   | Innovative    | Hendrick Motorsports      | Jenson Button Jimmie Johnson Mike Rockenfeller              | Chevrolet Camaro ZL1     | 285  |
| 40                   | Hypercar      | Hertz Team Jota           | António Félix da Costa Will Stevens Ye Yifei                | Porsche 963              | 244  |
| Bröt tävlingen (DNF) |               |                           |                                                             |                          |      |
| 41                   | LMGTE Am      | Kessel Racing             | Scott Huffaker Takeshi Kimura Daniel Serra                  | Ferrari 488 GTE Evo      | 254  |
| 42                   | LMGTE Am      | Proton Competition        | Michael Fassbender Richard Lietz Martin Rump                | Porsche 911 RSR-19       | 246  |
| 43                   | LMP2 (Pro-Am) | AF Corse                  | Ben Barnicoat Norman Nato François Perrodo                  | Oreca 07                 | 183  |
| 44                   | LMGTE Am      | Proton Competition        | Jonas Ried Harry Tincknell Don Yount                        | Porsche 911 RSR-19       | 170  |
| 45                   | Hypercar      | Floyd Vanwall Racing Team | Tom Dillmann Esteban Guerrieri Tristan Vautier              | Vanwall Vandervell 680   | 165  |
| 46                   | LMGTE Am      | D'Station Racing          | Tomonobu Fujii Satoshi Hoshino Casper Stevenson             | Aston Martin Vantage AMR | 163  |
| 47                   | LMP2          | COOL Racing               | Reshad de Gerus Vladislav Lomko Simon Pagenaud              | Oreca 07                 | 158  |
| 48                   | LMGTE Am      | Dempsey - Proton Racing   | Julien Andlauer Christian Ried Mikkel Pedersen              | Porsche 911 RSR-19       | 118  |
| 49                   | LMP2 (Pro-Am) | Inter Europol Competition | Anders Fjordbach Mark Kvamme Jan Magnussen                  | Oreca 07                 | 117  |
| 50                   | LMP2          | Prema Racing              | Mirko Bortolotti Daniil Kvyat Doriane Pin                   | Oreca 07                 | 113  |
| 51                   | Hypercar      | Toyota Gazoo Racing       | Mike Conway Kamui Kobayashi José María López                | Toyota GR010 Hybrid      | 103  |
| 52                   | LMGTE Am      | JMW Motorsport            | Thomas Neubauer Giacomo Petrobelli Louis Prette             | Ferrari 488 GTE Evo      | 89   |
| 53                   | LMP2 (Pro-Am) | Racing Team Turkey        | Tom Gamble Dries Vanthoor Salih Yoluç                       | Oreca 07                 | 87   |
| 54                   | Hypercar      | Porsche Penske Motorsport | Mathieu Jaminet Felipe Nasr Nick Tandy                      | Porsche 963              | 84   |
| 55                   | LMGTE Am      | TF Sport                  | Valentin Hasse-Clot Arnold Robin Maxime Robin               | Aston Martin Vantage AMR | 58   |
| 56                   | LMGTE Am      | Richard Mille AF Corse    | Luis Pérez Companc Alessio Rovera Lilou Wadoux              | Ferrari 488 GTE Evo      | 33   |
| 57                   | LMGTE Am      | Iron Lynx                 | Matteo Cressoni Alessio Picariello Claudio Schiavoni        | Porsche 911 RSR-19       | 28   |
| 58                   | LMGTE Am      | Proton Competition        | Ryan Hardwick Jan Heylen Zacharie Robichon                  | Porsche 911 RSR-19       | 28   |
| 59                   | LMGTE Am      | GMB Motorsport            | Gustav Birch Jens Reno Møller Marco Sørensen                | Aston Martin Vantage AMR | 21   |
| 60                   | LMGTE Am      | AF Corse                  | Simon Mann Ulysse de Pauw Julien Piguet                     | Ferrari 488 GTE Evo      | 21   |
| 61                   | LMP2 (Pro-Am) | Tower Motorsports         | René Rast Ricky Taylor Steven Thomas                        | Oreca 07                 | 19   |
| 62                   | LMP2 (Pro-Am) | Nielsen Racing            | Mathias Beche Ben Hanley Rodrigo Sales                      | Oreca 07                 | 18   |